# Markgrofovija Istra
Markgrofovija Istra bila je teritorijalna jedinica u sklopu austrijske krunske zemlje Austrijsko primorje u Habsburškoj Monarhiji i Austro-Ugarskoj. Nastala je nakon ukidanja i razdvajanja Kraljevine Ilirije, koju su ustrojili Francuzi za Napoleonove vlasti. Zajedno s Kneževskom Grofovijom Goricom i Gradiškom i Slobodnim carskim gradom Trstom činila je Austrijsko primorje. U studenom 1918. bez borbe okupirali su je Talijani na temelju tajnog Londonskog ugovora.

## Povijest

### Pozadina
Habsburzi su još 1364. svojim nasljednim zemljama pripojili unutrašnjost Istre te su počeli nositi naslov "Markgrofova Istre", u spomen na ranosrednjovjekovnu Istarsku Marku. Mletačka Republika je već otprije držala cijelo priobalje istarskog poluotoka. 1797., propašću Venecije, cijela Istra dolazi zakratko pod habsburšku vlast, zatim kratko pod Napoleonovu marionetsku Kraljevinu Italiju te 1809. u novoosnovane Ilirske pokrajine. Napoleonovim slomom Habsburška Monarhija preuzima Ilirske pokrajine te od njih stvara Kraljevinu Iliriju te je kao takvu uvrštava među svoje krunske zemlje. Oktroiranim ustavom iz ožujka 1849. car Franjo Josip I. ukida tu upravnu jedinicu te osniva Austrijsko Primorje kao posebnu krunsku zemlju, sastavljenu od Markgrofovije Istre, Kneževske Grofovije Gorice i Gradiške i Slobodnog carskog grada Trsta.

### Hrvatski narodni preporod
Veljačkim patentom 1861. tri zemlje Austrijskog primorja dobile su osobine zasebnih Krunskih zemalja s vlastitim zemaljskim saborom, zemaljskom vladom i namjesnikom imenovanim od strane cara. Ipak, carski i kraljevski guverner (k. k. Statthalter, I. R. Luogotenente) za Austrijsko primorje u Trstu i zajednički službeni list (ne zajednički zakoni i pravila, već zajedničko izdanje) opstali su do 1918. Istarsku samoupravu činili su Istarski sabor i istarsko zemaljsko vijeće u Poreču. Ograničenim pravom glasa i izbornim pravilima koji su išli na ruku izbornim jedinicama na zapadnoj obali Istre, talijanski zastupnici su imali većinu u Istarskom saboru cijelo vrijeme Austro-Ugarske Monarhije. To je jedan od razloga što su u Monarhiji sva imena mjesta u Istri službeno bila na talijanskom. U Puli je 1867. sagrađena glavna ratna luka Austro-ugarske ratne mornarice te počinje doseljavanje Austrijanaca i Mađara te rapidni rast Pule i Puljštine.
Budući da Hrvati i Slovenci - mahom ruralno stanovništvo - nisu bili politički organizirani ni zainteresirani, u prvom sazivu Istarskog sabora 1861. sjedio je samo jedan Hrvat. No, preporodna gibanja zahvatila su i Istru. Još 1854. porečko-pulski biskup Juraj Dobrila izdao je molitvenik na hrvatskom "Oče, budi volja tvoja". Prva hrvatska čitaonica osnovana je u Kastvu 1866., a ubrzo su nicale nove u Lovranu, Puli, Mošćenicama, Pazinu i Buzetu. Pokrenut je i kalendar Istran, a zatim 1870. i novine na hrvatskom jeziku Naša sloga. Održavani su tabori - narodni skupovi na kojima se širila i jačala narodna svijest. Uslijedila su osnivanja zadruga, štedionica, gospodarskih društava kako bi se hrvatski seljaci izvukli od utjecaja talijanskog kapitala. Prvi narodni dom otvoren je u Kastvu 1886. Kako bi se financirale pučke škole na hrvatskom, osnovano je u Puli 1893. Društvo sv. Ćirila i Metoda. Društvo je u cijeloj Hrvatskoj i Dalmaciji prodavalo kalendare, šibice i razne proizvode od čije je prodaje prihod išao za hrvatske škole u Istri. Osnovani su hrvatski odjeli u učiteljskoj školi u Kopru i u biskupijskom konviktu, što je bilo bitno za obrazovanje hrvatskih učitelja i svećenika. 1899. u Pazinu je osnovana prva hrvatska gimnazija, a 1906. u Kastvu prva hrvatska učiteljska škola.
Osim kulturne, i politička borba dala je rezultata. 1878. osnovana je Hrvatsko-slovenska narodna stranka da bi se spriječilo rasipanje glasova. 1883. hrvatski, talijanski i slovenski izjednačeni su pred sudom. Prva općina koja je došla u hrvatske ruke bio je Pazin 1886., a godinu zatim i Buzet. Pojavljuje se novi naraštaj hrvatskih političara u Istri, koji se školovao na Sveučilištu u Zagrebu i došao u doticaj s tamošnjim političkim gibanjima i idejama, pogotovo pravaštvom. U njih spadaju i Vjekoslav Spinčić i Matko Laginja. 1907. Hrvatsko-slovenska stranka pobijedila je na izborima za Carevinsko vijeće. Iste godine osnovana je i pokrajinska organizacija Jugoslavenske socijaldemokratske stranke za Istru, koja počinje organizirati radništvo.

### Prvi svjetski rat
Istrani su služili u ratnoj mornarici, pulskoj 5. domobranskoj pukovniji i 87. pukovniji zajedničke vojske. Talijanskom objavom rata 1915. i otvaranjem sočanskog bojišta okolnosti se iz temelja mijenjaju. Uhićeni su i upućeni u internaciju jugoslavenski orijentirani Hrvati i Slovenci, ali i talijanski iredentisti. 60.000 stanovnika Pule i okolice se zbog blizine ratnog djelovanja i sigurnosti ratne luke 1915. prisilno izmješta u izbjegličke logore u Austriji, Češkoj i Sloveniji, gdje su mnogi umrli od bolesti i gladi. U Istri je uspostavljena vojna uprava. Civilno stanovništvo trpjelo je i zbog prisustva velikog broja vojnika na istarskom tlu.
U travnju 1915. dio hrvatskog i slovenskog svećenstva te političara (biskup Mahnić, Matko Laginja, Antun Korošec) pripremio je Riječku spomenicu, predanu papi Benediktu XV., u kojom su ga molili da se zauzme za Hrvate i Slovence u mogućoj mirovnoj konferenciji na kraju rata, neovisno o tome hoće li Austro-Ugarska biti na poraženoj ili pobjedničkoj strani. Prilikom uručivanja u Rimu dobili su obećanje da će se papa založiti za ono što se u njoj traži ako mu bude omogućeno sudjelovati na budućoj mirovnoj konferenciji. 1917. zastupnici iz Istre, Slovenije i Dalmacije u Carevinskom vijeću, na čelu sa Spinčićem, Josipom Smodlakom i Ivom Prodanom donose Svibanjsku deklaraciju, zalažući se za južnoslavensku državu u sklopu Austro-Ugarske.

### Kraj rata i talijanska okupacija
Propagandna snimka napredovanja talijanskih snaga prema gradovima Kopru, Puli i Rijeci tijekom studenoga 1918.

U listopadu 1918. vlast u većini Istre i na kvarnerskim otocima od austrijske uprave preuzimaju mjesni "narodni odbori" Narodnog vijeća SHS, a u zapadnoj Istri, u većinski talijanskim sredinama, mjesni Talijani osnivaju svoje vlastite odbore. U miješanim sredinama, poput Pule 30. listopada, mjesni odbor Narodnog vijeća je preuzeo upravu kompromisnim dogovorom s odborom Talijana: šef državne uprave bio je dr. Mirko Vratović, a zamjenik predstavnik Talijana dr. Giusto Petris; predsjednik općine bio je Talijan dr. Domenico Stanich, a potpredsjednik Hrvat dr. Ivan Zuccon. 29. listopada Hrvatski sabor proglašava nezavisnost od Austro-Ugarske te uspostavlja Državu SHS, u čijem sastavu bi bila i Istra. Nakon što je Austro-Ugarska potpisala primirje s Antantom 3. studenog, već sutradan talijanski viceadmiral Umberto Cagni traži dopuštenje za ulazak te predvodi talijansku ratnu mornaricu koja pristiže u Pulu te okupira grad. Talijanska vojska pristiže i s kopnene strane te zajedno s mornaricom zaposjeda i ostatak Markgrofovije Istre te uvodi vojnu upravu, raspuštajući narodne odbore, skidajući hrvatske zastave i razoružavši mjesne narodne straže. Nova općinska vijeća sastavljena su isključivo od lokalnih Talijana, a talijanski vojni zapovjednici u potpunosti su ukinuli bilo kakvu istarsku autonomiju, proglašavajući narodu pripajanje Istre Kraljevini Italiji, što je kasnije potvrđeno Rapallskim ugovorom u studenom 1920. Mnogi lokalni Hrvati i Slovenci su bili protjerani, a čitaonice i škole su bile zatvorene.

## Upravna podjela
Osim Istre, Markgrofovija je uključivala i otoke Krk, Cres i Lošinj te ostale manje otoke - Susak, Unije itd. Markgrofovija je bila podijeljena na distrikte (kotare, talijanski: distretti politici ili capitanati distrettuali, njemački: Politische Bezirke). Od 1868. do 1905. bilo ih je šest, da bi se od kotara Lošinj 1905. odvojio otok Krk i postao samostalan kotar. Kotari su bili podijeljeni na sudske kotare (talijanski: distretti giudiziari, njemački: Gerichtsbezirke), obično dva ili tri, a ovi na općine (talijanski: comuni, njemački: Gemeinden). Kotarima je upravljao kotarski predstojnik (talijanski: capitano distrettuale, njemački: Bezirkshauptmann) koga je imenovala vlada u Beču, a općine su od 1863. bile samoupravne jedinice s izabranim općinskim zastupstvom (talijanski: rappresentanza comunale, njemački: Gemeindeausschuss) te od zastupstva imenovanim načelnikom (talijanski: podestà, njemački: Gemeindevorsteher) i vijećnicima (talijanski: consiglieri, njemački: Gemeinderäte) koji su činili općinski odbor (talijanski: deputazione comunale, njemački: Gemeindevorstand). Rovinj je bio tzv. "grad s posebnim statutom" te je ujedno obnašao i ovlast kotara. Na čelu mu je bio Gradski magistrat (talijanski: Magistrato civico).
| Kotar   | km² | stanovnika |
| ------- | --- | ---------- |
| Kopar   | 824 | 74.755     |
| Krk     | /   | /          |
| Lošinj  | 940 | 39.989     |
| Poreč   | 792 | 49.087     |
| Pazin   | 859 | 41.699     |
| Pula    | 718 | 58.959     |
| Volosko | 759 | 43.459     |

## Stanovništvo
Po popisu stanovništva iz 1846. Markgrofovija Istra imala je 228.035 stanovnika. Do 1857. broj stanovnika je neznatno porastao te je Istra tada imala svega 230.324 stanovnika. Pula je 1869. sa 16.324 civilna stanovnika i preko 22.000 ukupno bila najveći grad na području današnje Hrvatske. Istra je ubrzo demografski napredovala, pa i zbog doseljavanja iz svih krajeva Monarhije. 1910. u Istri je živjelo 386.463 stanovnika. 

### Etnički sastav
██ Hrvati
██ Talijani
██ Slovenci
Podatci iz popisa 1846. služili su Karlu von Czoernig-Czernhausenu, austrijskom etnografu, 1855. za Ethnographische Karte der oesterreichischen Monarchie. U austrijskim popisima 19. i početka 20. stoljeća u pravilu se nije postavljalo pitanje nacionalnosti, dok je uglavnom bilježen glavni jezik kojim se ispitanik služi ili pak materinji jezik. U Istri u kojoj se trgovalo i poslovalo uglavnom s Italijom te gdje je u četiri stoljeća mletačke vlasti talijanski kulturni utjecaj bio velik, bilo je teško razlučiti etničke Talijane od ostalih koji su se u svakodnevnom životu koristili talijanskim. Tijekom druge polovice 19. stoljeća, slijedom talijanskog risorgimenta, pojačanog useljavanja iz Italije zbog jačanja industrije i trgovine te talijanizacije Hrvata i Slovenaca, udjel Talijana je rastao - s 32% 1846. na 40% 1900.
Norbert Krebs 1907. bilježi da su se istarski Talijani žalili kako ih austrijski popisi zakidaju u korist Slavena, navodeći da većina Hrvata i Slovenaca razumije talijanski. No, Krebs navodi kako su njihove zamjerke neutemeljene jer "je jezik na tržnicama kod mnogih različit od onog koji koriste u kući", tj. jer su prijašnji jezični popisi precjenjivali broj Talijana jer su mnogi Slovenci i Hrvati izjavili da se u poslu služe talijanskim. Podrobnije studije na terenu su potvrdile greške prijašnjih popisa. Krebsova studija 1907. navodi da je u razdoblju 1890. – 1900. udio Hrvata narastao u ruralnim područjima i manjim urbanim sredinama, dok je u gusto naseljenim i urbaniziranim sredinama - pogotovo zapadnoj obali - broj Talijana nastavio rasti "zbog gospodarske premoći". U Pazinu i okolici Labina i Poreča broj Hrvata rastao je nauštrb Talijana. Doseljavanje službenika i činovnika te rast turizma odrazili su se na porastu broja Nijemaca za 18%. U promatranom razdoblju, broj Talijana u Istri narastao je za 14,1%, Slovenaca za 7,4%, a Hrvata za 3,9%. Proces slijevanja i koncentracije stanovništva u gradovima, gdje je stanovništvo raslo puno brže nego ono na selu, "otklonio je posljedice koje su mogle proizići iz slavenskog nacionalnog buđenja. Slaveni dobivaju na površini, ali ne i na broju", smatrao je Krebs tumačeći popise 1890. i 1900. Međutim, u popisu 1910. udjel Hrvata je ipak narastao, dok je udjel Talijana pao.
Osim zapadne obale i sjeverozapada istarskog poluotoka, značajne talijanske zajednice postojale su i u gradovima na kvarnerskim otocima - Krku (68%), Osoru (75,37%), Malom Lošinju (59,87%).
|          | 1910.           | 1900. | 1890.           | 1880.  | 1846.  |
| -------- | --------------- | ----- | --------------- | ------ | ------ |
| Hrvati   | 43,5% (168.184) | 42,6% | 44,3% (140.713) | 43,37% | 54,01% |
| Talijani | 38,1% (147.417) | 40,5% | 37,2% (118.027) | 39,66% | 32,46% |
| Slovenci | 14,3% (55.134)  | 14,2% | 13,9% (44.418)  | 14,42% | 12,85% |
| Nijemci  | 3,3% (12.735)   | 2,1%  | 1,9% (5.904)    | 1,68%  | 0%     |

### Vjerski sastav
1890. 99.6% stanovništva izjasnilo se rimokatolicima. Katolička crkva bila je organizirana u Krčku, Porečko-pulsku i Koparsku biskupiju.

## Gospodarstvo
Istra je bila pretežno poljoprivredna zemlja. Okosnicu gospodarstva činilo je maslinarstvo i vinogradarstvo, uz zanemariv obrt. Čak 80% ulja i vina se izvozilo. Pojava lužnjače 1853. nanijela je goleme štete vinogradarstvu, tako da je godišnja proizvodnja vina s 250-280.000 hektolitara pala na 85.000 hl 1869. No, vinogradarstvo se vrlo dobro oporavilo, pa je 1882. proizvedeno 183.280 hl vina. Na kvarnerskim otocima bilo je izuzetno razvijeno ribarstvo i brodarstvo. Samo je Lošinj 60-ih godina imao flotu nosivosti 84.000 tona, no kriza jedrenjaštva uzrokovala je značajan pad na svega 26.000 t 1890. Lošinjski brodari prebacuju se u Trst, dok se oni sa zapadne obale Istre prebacuju u trgovinu vinom i u manju industriju. Industrija je uglavnom bila skoncentrirana u brodogradnji (kasnije pogotovo u brodogradnji za austro-ugarsku ratnu mornaricu). Rudnici smeđeg ugljena u Labinu i Buzetu zapošljavali su 1890-ih 1.169 radnika te su iskapali 82.682 tone ugljena.

### Promet
Željeznička pruga Beč-Trst dovršena je 1857. Zbog potreba ratne luke Pula, odvojak preko Divače do Pule gradio se od 1873. do 1876. Istovremeno je izgrađen i odvojak Kanfanar-Rovinj. 1902. od Trsta do Poreča sagrađena je i uskotračna željeznica Parenzana. Tramvajska mreža u Puli otvorena je 1904. zbog rastućih potreba grada - najveće ratne luke Monarhije. 1908. i u Opatiji je uspostavljen tramvajski promet za potrebe gostiju na Opatijskoj rivijeri.

## Vanjske poveznice
- Istrien, Meyers Großes Konversations-Lexikon, 1905.
- Istra 1825.-1860., Istarska enciklopedija, LZMK
- Zemljovid Istre i Kvarnera, 1900.